# 카를라 케베도

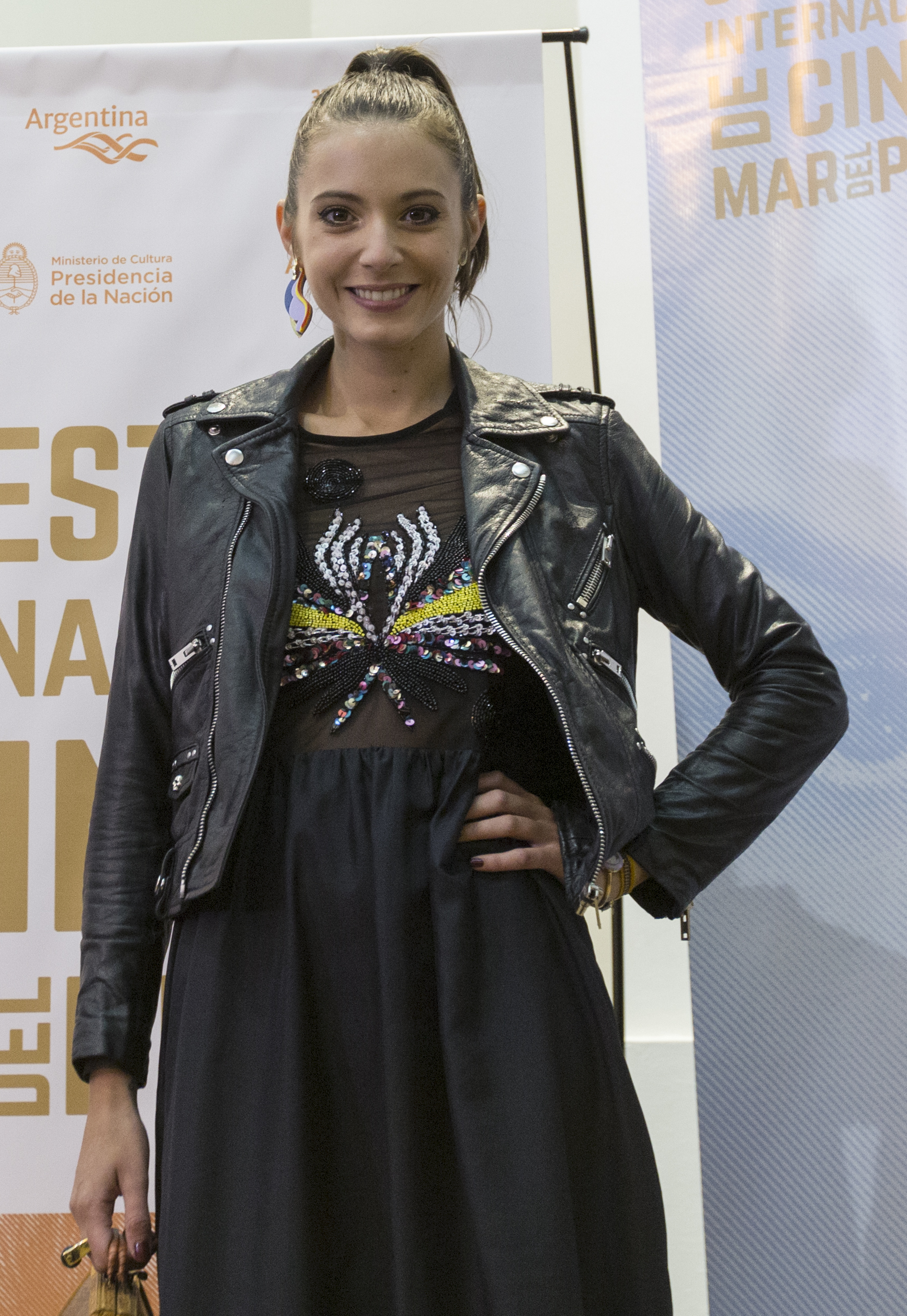

카를라 케베도(스페인어: Carla Quevedo, 1988년 4월 23일 ~ )는 아르헨티나의 배우이다.
부에노스아이레스에서 태어났다.

## 방송
- 쇼 미 어 히어로

## 영화
- 세베리나 (2017년)
- 유스 인 오리건 (2016년)
- 하우 투 비 싱글 (2016년)
- 하우 투 윈 에너미스 (2015년)
- 쇼 미 어 히어로 (2015년) - 나이 노 역
- 애플루엔자 (2014년) - 게일 역
- 20.000 베소스 (2013년)
- 에이프릴 인 뉴욕 (2012년) - 발레리아 역
- 엘 시크레토: 비밀의 눈동자 (2009년) - 릴리아나 콜로토 역